# Pterogoniella chloropsis
Pterogoniella chloropsis là một loài rêu trong họ Sematophyllaceae. Loài này được (Müll. Hal.) Paris mô tả khoa học đầu tiên năm 1900.